# Världsmästerskapen i friidrott 2013
Världsmästerskapen i friidrott 2013, officiellt IAAF World Championships Moscow 2013, arrangerades i Moskva i Ryssland mellan 10 och 18 augusti 2013. Huvudarena för evenemangen var Luzjnikistadion med en kapacitet på 84 745 åskådare.
De båda jamaikanska sprintrarna Usain Bolt och Shelly-Ann Fraser-Pryce vann båda tre guldmedaljer vardera i 100 meter, 200 meter och 4 × 100 meter stafett och blev de mest framgångsrika idrottarna under mästerskapet. Denna prestation innebar också att Bolt kan titulera sig som den mest framgångsrika friidrottare i historien i VM med åtta guld och två silvermedaljer.

## Kandidater
- Barcelona, Spanien
- Brisbane, Australien
- Moskva, Ryssland

Valet av arrangörsort bekräftades den 27 mars 2007, efter det att kandidaterna offentliggjorts den 1 december 2006. 

### Tidigare kandidater
- Göteborg i Sverige drog i ett tidigt skede tillbaka ansökan på grund av brist på ekonomiskt stöd från svenska staten, vilket hade varit en nödvändighet.[1][2]

## Tävlingsschema
| Q | Kval | H | Försök | ½ | Semifinal | F | Final (punkt i gult fält innebär att det är direktfinal) |

| Gren / datum   | 10 lör | 11 sön | 12 mån | 13 tis | 14 ons | 15 tor | 16 fre | 17 lör | 18 sön |
| -------------- | ------ | ------ | ------ | ------ | ------ | ------ | ------ | ------ | ------ |
| 100 m          | Q      | H      | ½+F    |        |        |        |        |        |        |
| 200 m          |        |        |        |        |        | H+½    | F      |        |        |
| 400 m          | H      | ½      | F      |        |        |        |        |        |        |
| 800 m          |        |        |        |        |        | H      | ½      |        | F      |
| 1 500 m        |        | H      |        | ½      |        | F      |        |        |        |
| 5 000 m        |        |        |        |        | H      |        |        | F      |        |
| 10 000 m       |        | •      |        |        |        |        |        |        |        |
| Maraton        | •      |        |        |        |        |        |        |        |        |
| 100 m häck     |        |        |        |        |        |        | H      | ½+F    |        |
| 400 m häck     |        |        | H      | ½      |        | F      |        |        |        |
| 3 000 m hinder | H      |        |        | F      |        |        |        |        |        |
| 4 × 100 m      |        |        |        |        |        |        |        |        | H+F    |
| 4 × 400 m      |        |        |        |        |        |        | H      | F      |        |
| 20 km gång     |        |        |        | •      |        |        |        |        |        |
| Längdhopp      | Q      | F      |        |        |        |        |        |        |        |
| Tresteg        |        |        |        | Q      |        | F      |        |        |        |
| Höjdhopp       |        |        |        |        |        | Q      |        | F      |        |
| Stavhopp       |        | Q      |        | F      |        |        |        |        |        |
| Kula           |        | Q      | F      |        |        |        |        |        |        |
| Diskus         | Q      | F      |        |        |        |        |        |        |        |
| Slägga         |        |        |        |        | Q      |        | F      |        |        |
| Spjut          |        |        |        |        |        |        | Q      |        | F      |
| Sjukamp        |        |        | •      | •      |        |        |        |        |        |

| Gren / datum   | 10 lör | 11 sön | 12 mån | 13 tis | 14 ons | 15 tor | 16 fre | 17 lör | 18 sön |
| -------------- | ------ | ------ | ------ | ------ | ------ | ------ | ------ | ------ | ------ |
| 100 m          | Q+H    | ½+F    |        |        |        |        |        |        |        |
| 200 m          |        |        |        |        |        |        | H+½    | F      |        |
| 400 m          |        | H      | ½      | F      |        |        |        |        |        |
| 800 m          | H      | ½      |        | F      |        |        |        |        |        |
| 1 500 m        |        |        |        |        | H      |        | ½      |        | F      |
| 5 000 m        |        |        |        | H      |        |        | F      |        |        |
| 10 000 m       | •      |        |        |        |        |        |        |        |        |
| Maraton        |        |        |        |        |        |        |        | •      |        |
| 110 m häck     |        | H      | ½+F    |        |        |        |        |        |        |
| 400 m häck     |        |        | H      | ½      |        | F      |        |        |        |
| 3 000 m hinder |        |        | H      |        |        | F      |        |        |        |
| 4 × 100 m      |        |        |        |        |        |        |        |        | H+F    |
| 4 × 400 m      |        |        |        |        |        | H      | F      |        |        |
| 20 km gång     |        | •      |        |        |        |        |        |        |        |
| 50 km gång     |        |        |        |        | •      |        |        |        |        |
| Längdhopp      |        |        |        |        | Q      |        | F      |        |        |
| Tresteg        |        |        |        |        |        |        | Q      |        | F      |
| Höjdhopp       |        |        |        | Q      |        | F      |        |        |        |
| Stavhopp       | Q      |        | F      |        |        |        |        |        |        |
| Kula           |        |        |        |        |        | Q      | F      |        |        |
| Diskus         |        |        | Q      | F      |        |        |        |        |        |
| Slägga         | Q      |        | F      |        |        |        |        |        |        |
| Spjut          |        |        |        |        |        | Q      |        | F      |        |
| Tiokamp        | •      | •      |        |        |        |        |        |        |        |

## Resultat och tabeller

### Damer

#### Gång- och löpgrenar
| Gren           | Guld                                                                                                 | Silver                                                                                   | Brons                                                                              |
| -------------- | --- | ---------------------------------------------------------------------------------------- | ---------------------------------------------------------------------------------- |
| 100 m          | Shelly-Ann Fraser-Pryce (JAM)                                                                        | Murielle Ahouré (CIV)                                                                    | Carmelita Jeter (USA)                                                              |
| 100 m          | 10,71 s 0VB0                                                                                         | 10,93 s                                                                                  | 10,94 s                                                                            |
| 200 m          | Shelly-Ann Fraser-Pryce (JAM)                                                                        | Murielle Ahouré (CIV)                                                                    | Blessing Okagbare (NGR)                                                            |
| 200 m          | 22,19 s                                                                                              | 22,32 s                                                                                  | 22,32 s                                                                            |
| 400 m          | Christine Ohuruogu (GBR)                                                                             | Amantle Montsho (BOT)                                                                    | Antonina Krivosjapka (RUS)                                                         |
| 400 m          | 49,41 s 0NR0                                                                                         | 49,41 s                                                                                  | 49,78 s                                                                            |
| 800 m          | Eunice Jepkoech Sum (KEN)                                                                            | Marija Savinova (RUS)                                                                    | Brenda Martinez (USA)                                                              |
| 800 m          | 1.57,38 0PB0                                                                                         | 1.57,80 0SB0                                                                             | 1.57,91 0PB0                                                                       |
| 1 500 m        | Abeba Aregawi (SWE)                                                                                  | Jennifer Simpson (USA)                                                                   | Hellen Obiri (KEN)                                                                 |
| 1 500 m        | 4.02,67                                                                                              | 4.02,99                                                                                  | 4.03,36                                                                            |
| 5 000 m        | Meseret Defar (ETH)                                                                                  | Mercy Cherono (KEN)                                                                      | Almaz Ayana (ETH)                                                                  |
| 5 000 m        | 14.50,19                                                                                             | 14.51,22                                                                                 | 14.51,33                                                                           |
| 10 000 m       | Tirunesh Dibaba (ETH)                                                                                | Gladys Cherono (KEN)                                                                     | Belaynesh Oljira (ETH)                                                             |
| 10 000 m       | 30.43,35                                                                                             | 30.45,17                                                                                 | 30.46,98                                                                           |
| Maraton        | Edna Ngeringwony Kiplagat (KEN)                                                                      | Valeria Straneo (ITA)                                                                    | Kayoko Fukushi (JPN)                                                               |
| Maraton        | 2:25.44                                                                                              | 2:25.58 0SB0                                                                             | 2:27.45                                                                            |
| 100 m häck     | Brianna Rollins (USA)                                                                                | Sally Pearson (AUS)                                                                      | Tiffany Porter (GBR)                                                               |
| 100 m häck     | 12,44 s                                                                                              | 12,50 s 0SB0                                                                             | 12,55 s 0PB0                                                                       |
| 400 m häck     | Zuzana Hejnová (CZE)                                                                                 | Dalilah Muhammad (USA)                                                                   | Lashinda Demus (USA)                                                               |
| 400 m häck     | 52,83 s 0VB0 PB0                                                                                     | 54,09 s                                                                                  | 54,27 s                                                                            |
| 3 000 m hinder | Milcah Chemos Cheywa (KEN)                                                                           | Lydiah Chepkurui (KEN)                                                                   | Sofia Assefa (ETH)                                                                 |
| 3 000 m hinder | 9.11,65 0VB0                                                                                         | 9.12,55 0PB0                                                                             | 9.12,84 0SB0                                                                       |
| 4 × 100 m      | Jamaica (JAM) Carrie Russell Kerron Stewart Schillonie Calvert Shelly-Ann Fraser-Pryce               | USA (USA) Jeneba Tarmoh Alexandria Anderson English Gardner Octavious Freeman            | Storbritannien (GBR) Dina Asher-Smith Ashleigh Nelson Annabelle Lewis Hayley Jones |
| 4 × 100 m      | 41,29 s 0VB0 MR0                                                                                     | 42,75 s                                                                                  | 42,87 s                                                                            |
| 4 × 400 m      | Ryssland (RUS) Julina Gusjtjina Tatjana Firova Ksenija Ryzjova Antonina Krivosjapka Natalja Antiuch* | USA (USA) Jessica Beard Natasha Hastings Ashley Spencer Francena McCorory Joanna Atkins* | Storbritannien (GBR) Eilidh Child Shana Cox Margaret Adeoye Christine Ohuruogu     |
| 4 × 400 m      | 3.20,19 0VB0                                                                                         | 3.20,41 0SB0                                                                             | 3.22,61 0SB0                                                                       |
| 20 km gång     | Jelena Lasjmanova (RUS)                                                                              | Anisia Kirdjapkina (RUS)                                                                 | Liu Hong (CHN)                                                                     |
| 20 km gång     | 1:27.08                                                                                              | 1:27.11                                                                                  | 1:28.10                                                                            |

#### Teknikgrenar
| Gren        | Guld                      | Silver                      | Brons                                     |
| Hoppgrenar  | Hoppgrenar                | Hoppgrenar                  | Hoppgrenar                                |
| ----------- | ------------------------- | --------------------------- | ----------------------------------------- |
| Längdhopp   | Brittney Reese (USA)      | Blessing Okagbare (NGR)     | Ivana Španović (SRB)                      |
| Längdhopp   | 7,01 m                    | 6,99 m                      | 6,82 m 0NR0                               |
| Tresteg     | Caterine Ibargüen (COL)   | Ekaterina Koneva (RUS)      | Olha Saladucha (UKR)                      |
| Tresteg     | 14,85 m 0VB0              | 14,81 m                     | 14,65 m                                   |
| Höjdhopp    | Svetlana Sjkolina (RUS)   | Brigetta Barrett (USA)      | Anna Tjitjerova (RUS) · Ruth Beitia (ESP) |
| Höjdhopp    | 2,03 m 0PB0               | 2,00 m                      | 1,97 m                                    |
| Stavhopp    | Jelena Isinbajeva (RUS)   | Jennifer Suhr (USA)         | Yarisley Silva (CUB)                      |
| Stavhopp    | 4,89 m 0SB0               | 4,82 m                      | 4,82 m                                    |
| Kastgrenar  |                           |                             |                                           |
| Kulstötning | Valerie Adams (NZL)       | Christina Schwanitz (GER)   | Gong Lijiao (CHN)                         |
| Kulstötning | 20,88 m                   | 20,41 m 0PB0                | 19,95 m                                   |
| Diskus      | Sandra Perković (CRO)     | Mélina Robert-Michon (FRA)  | Yarelys Barrios (CUB)                     |
| Diskus      | 67,99 m                   | 66,28 m 0NR0                | 64,96 m                                   |
| Slägga      | Tatjana Lysenko (RUS)     | Anita Włodarczyk (POL)      | Zhang Wenxiu (CHN)                        |
| Slägga      | 78,80 m 0MR0 NR0          | 78,46 m 0NR0                | 75,58 m 0SB0                              |
| Spjut       | Christina Obergföll (GER) | Kimberley Mickle (AUS)      | Marija Abakumova (RUS)                    |
| Spjut       | 69,05 m 0SB0              | 66,60 m 0PB0                | 65,09 m                                   |
| Mångkamp    |                           |                             |                                           |
| Sjukamp     | Hanna Melnytjenko (UKR)   | Brianne Theisen-Eaton (CAN) | Dafne Schippers (NED)                     |
| Sjukamp     | 6 586 poäng 0PB0          | 6 530 poäng 0PB0            | 6 477 poäng 0NR0                          |

### Herrar

#### Gång- och löpgrenar
| Gren           | Guld                                                                                                | Silver                                                                                          | Brons |
| -------------- | --------------------------------------------------------------------------------------------------- | ----------------------------------------------------------------------------------------------- | --- |
| 100 m          | Usain Bolt (JAM)                                                                                    | Justin Gatlin (USA)                                                                             | Nesta Carter (JAM)                                                                                       |
| 100 m          | 9,77 s 0SB0                                                                                         | 9,85 s 0SB0                                                                                     | 9,95 s                                                                                                   |
| 200 m          | Usain Bolt (JAM)                                                                                    | Warren Weir (JAM)                                                                               | Curtis Mitchell (USA)                                                                                    |
| 200 m          | 19,66 s 0VB0 SB0                                                                                    | 19,79 s 0PB0                                                                                    | 20,04 s                                                                                                  |
| 400 m          | LaShawn Merritt (USA)                                                                               | Tony McQuay (USA)                                                                               | Luguelín Santos (DOM)                                                                                    |
| 400 m          | 43,74 s 0VB0                                                                                        | 44,40 s 0PB0                                                                                    | 44,52 s 0SB0                                                                                             |
| 800 m          | Mohammed Aman (ETH)                                                                                 | Nick Symmonds (USA)                                                                             | Ayanleh Souleiman (DJI)                                                                                  |
| 800 m          | 1.43,31 0SB0                                                                                        | 1.43,55 0SB0                                                                                    | 1.43,76                                                                                                  |
| 1 500 m        | Asbel Kiprop (KEN)                                                                                  | Matthew Centrowitz (USA)                                                                        | Johan Cronje (RSA)                                                                                       |
| 1 500 m        | 3.36,28                                                                                             | 3.36,78                                                                                         | 3.36,83                                                                                                  |
| 5 000 m        | Mo Farah (GBR)                                                                                      | Hagos Gebrhiwet (ETH)                                                                           | Isiah Koech (KEN)                                                                                        |
| 5 000 m        | 13.26,98                                                                                            | 13.27,26                                                                                        | 13.27,26                                                                                                 |
| 10 000 m       | Mo Farah (GBR)                                                                                      | Ibrahim Jeilan (ETH)                                                                            | Paul Kipngetich Tanui (KEN)                                                                              |
| 10 000 m       | 27.21,71                                                                                            | 27.22,23                                                                                        | 27.22,61                                                                                                 |
| Maraton        | Stephen Kiprotich (UGA)                                                                             | Lelisa Desisa (ETH)                                                                             | Tadese Tola (ETH)                                                                                        |
| Maraton        | 2:09.51                                                                                             | 2:10.12                                                                                         | 2:10.23                                                                                                  |
| 110 m häck     | David Oliver (USA)                                                                                  | Ryan Wilson (USA)                                                                               | Sergej Shubenkov (RUS)                                                                                   |
| 110 m häck     | 13,00 s 0VB0                                                                                        | 13,13 s                                                                                         | 13,24 s                                                                                                  |
| 400 m häck     | Jehue Gordon (TRI)                                                                                  | Michael Tinsley (USA)                                                                           | Emir Bekrić (SRB)                                                                                        |
| 400 m häck     | 47,69 s 0VB0 NR0                                                                                    | 47,70 s 0PB0                                                                                    | 48,05 s 0NR0                                                                                             |
| 3 000 m hinder | Ezekiel Kemboi (KEN)                                                                                | Conseslus Kipruto (KEN)                                                                         | Mahiedine Mekhissi-Benabbad (FRA)                                                                        |
| 3 000 m hinder | 8.06,01                                                                                             | 8.06,37                                                                                         | 8.07,86                                                                                                  |
| 4 × 100 m      | Jamaica (JAM) Nesta Carter Kemar Bailey-Cole Nickel Ashmeade Usain Bolt Oshane Bailey* Warren Weir* | USA (USA) Charles Silmon Mike Rodgers Rakieem Salaam Justin Gatlin Dentarius Locke* Jeff Demps* | Kanada (CAN) Gavin Smellie Aaron Brown Dontae Richards-Kwok Justyn Warner Sam Effah* Oluwasegun Makinde* |
| 4 × 100 m      | 37,36 s 0VB0                                                                                        | 37,66 s                                                                                         | 37,92 s 0SB0                                                                                             |
| 4 × 400 m      | USA (USA) David Verburg Tony McQuay Arman Hall LaShawn Merritt Joshua Mance*                        | Jamaica (JAM) Rusheen McDonald Edino Steele Omar Johnson Javon Francis Javere Bell*             | Ryssland (RUS) Maksim Dyldin Lev Mosin Sergej Petuchov Vladimir Krasnov                                  |
| 4 × 400 m      | 2.58,71 0VB0                                                                                        | 2.59,88 0SB0                                                                                    | 2.59,90 0SB0                                                                                             |
| 20 km gång     | Aleksandr Ivanov (RUS)                                                                              | Chen Ding (CHN)                                                                                 | Miguel Ángel López (ESP)                                                                                 |
| 20 km gång     | 1:20.58 0PB0                                                                                        | 1:21.09 0SB0                                                                                    | 1:21.21 0SB0                                                                                             |
| 50 km gång     | Robert Heffernan (IRL)                                                                              | Mikhail Ryzhov (RUS)                                                                            | Jared Tallent (AUS)                                                                                      |
| 50 km gång     | 3:37.56 0VB0                                                                                        | 3:38.58 0PB0                                                                                    | 3:40.03 0SB0                                                                                             |

#### Teknikgrenar
| Gren        | Guld                    | Silver                     | Brons                 |
| Hoppgrenar  | Hoppgrenar              | Hoppgrenar                 | Hoppgrenar            |
| ----------- | ----------------------- | -------------------------- | --------------------- |
| Längdhopp   | Aleksandr Menkov (RUS)  | Ignisious Gaisah (NED)     | Luis Rivera (MEX)     |
| Längdhopp   | 8,56 m 0VB0 NR0         | 8,29 m 0NR0                | 8,27 m                |
| Tresteg     | Teddy Tamgho (FRA)      | Pedro Pablo Pichardo (CUB) | Will Claye (USA)      |
| Tresteg     | 18,04 m 0VB0 NR0        | 17,68 m                    | 17,52 m 0SB0          |
| Höjdhopp    | Bohdan Bondarenko (UKR) | Mutaz Essa Barshim (QAT)   | Derek Drouin (CAN)    |
| Höjdhopp    | 2,41 m 0MR0 NR0         | 2,38 m                     | 2,38 m 0NR0           |
| Stavhopp    | Raphael Holzdeppe (GER) | Renaud Lavillenie (FRA)    | Björn Otto (GER)      |
| Stavhopp    | 5,89 m                  | 5,89 m                     | 5,82 m                |
| Kastgrenar  |                         |                            |                       |
| Kulstötning | David Storl (GER)       | Ryan Whiting (USA)         | Dylan Armstrong (CAN) |
| Kulstötning | 21,73 m 0SB0            | 21,57 m                    | 21,34 m 0SB0          |
| Diskus      | Robert Harting (GER)    | Piotr Małachowski (POL)    | Gerd Kanter (EST)     |
| Diskus      | 69,11 m                 | 68,36 m                    | 65,19 m               |
| Slägga      | Paweł Fajdek (POL)      | Krisztián Pars (HUN)       | Lukáš Melich (CZE)    |
| Slägga      | 81,97 m 0VB0 PB0        | 80,30 m                    | 79,36 m               |
| Spjut       | Vítězslav Veselý (CZE)  | Tero Pitkämäki (FIN)       | Dmitrij Tarabin (RUS) |
| Spjut       | 87,17 m                 | 87,07 m                    | 86,23 m               |
| Mångkamp    |                         |                            |                       |
| Tiokamp     | Ashton Eaton (USA)      | Michael Schrader (GER)     | Damian Warner (CAN)   |
| Tiokamp     | 8 809 poäng             | 8 670 poäng                | 8 512 poäng 0PB0      |

Fotnoter
1. ↑  Vid herrarnas 4 × 100 meter var Storbritannien (Adam Gemili, Harry Aikines-Aryeetey, James Ellington, Dwain Chambers) tredje lag i mål med tiden 37,80 s (SB). Laget diskvalificerades dock då växlingen mellan Aikines-Aryeetey och Ellington skett utanför det tillåtna området. Det kanadensiska laget tilldelades därmed bronsmedaljerna.

## Deltagande nationer
En anmälningslista på 1 970 idrottare från 206 länder och territorier lämnades in före mästerskapets start.
- Afghanistan (1)
- Albanien (2)
- Algeriet (11)
- Amerikanska Jungfruöarna (1)
- Amerikanska Samoa (1)
- Andorra (1)
- Angola (1)
- Anguilla (1)
- Antigua och Barbuda (1)
- Argentina (8)
- Armenien (1)
- Aruba (1)
- Australien (47)
- Azerbajdzjan (2)
- Bahamas (26)
- Bahrain (10)
- Bangladesh (1)
- Barbados (9)
- Belgien (17)
- Benin (1)
- Bermuda (2)
- Bhutan (1)
- Bolivia (2)
- Bosnien och Hercegovina (2)
- Botswana (11)
- Brasilien (32)
- Brittiska Jungfruöarna (3)
- Brunei (1)
- Bulgarien (10)
- Burkina Faso (1)
- Burundi (1)
- Caymanöarna (1)
- Centralafrikanska republiken (1)
- Chile (7)
- Colombia (20)
- Cooköarna (1)
- Costa Rica (1)
- Cypern (2)
- Danmark (2)
- Djibouti (1)
- Dominica (1)
- Dominikanska republiken (10)
- Kongo-Kinshasa (1)
- Ecuador (12)
- Egypten (4)
- Ekvatorialguinea (1)
- El Salvador (1)
- Elfenbenskusten (3)
- Eritrea (10)
- Estland (9)
- Etiopien (46)
- Fiji (2)
- Filippinerna (1)
- Finland (10)
- Frankrike (52)
- Franska Polynesien (1)
- Förenade arabemiraten (1)
- Gabon (2)
- Gambia (1)
- Georgien (2)
- Ghana (1)
- Gibraltar (1)
- Grekland (17)
- Grenada (2)
- Guam (1)
- Guatemala (6)
- Guinea (1)
- Guinea-Bissau (1)
- Guyana (3)
- Haiti (1)
- Honduras (1)
- Hongkong (6)
- Indien (15)
- Indonesien (1)
- Irak (1)
- Iran (6)
- Irland (11)
- Island (1)
- Israel (3)
- Italien (57)
- Jamaica (45)
- Japan (41)
- Jemen (1)
- Jordanien (1)
- Kambodja (1)
- Kamerun (1)
- Kanada (46)
- Kap Verde (1)
- Kazakstan (17)
- Kenya (49)
- Kina (53)
- Kinesiska Taipei (7)
- Kirgizistan (2)
- Kiribati (1)
- Komorerna (1)
- Kongo-Brazzaville (1)
- Kroatien (7)
- Kuba (25)
- Kuwait (1)
- Laos (1)
- Lesotho (3)
- Lettland (11)
- Libanon (1)
- Litauen (14)
- Luxemburg (1)
- Macao (1)
- Madagaskar (2)
- Makedonien (1)
- Malawi (1)
- Malaysia (1)
- Maldiverna (1)
- Mali (1)
- Malta (1)
- Marocko (21)
- Marshallöarna (1)
- Mauretanien (1)
- Mauritius (1)
- Mexiko (16)
- Mikronesiska federationen (1)
- Moldavien (4)
- Monaco (1)
- Mongoliet (2)
- Montenegro (2)
- Montserrat (1)
- Moçambique (1)
- Myanmar (1)
- Namibia (6)
- Nauru (1)
- Nederländerna (23)
- Nicaragua (1)
- Niger (1)
- Nigeria (17)
- Nordkorea (4)
- Nordmarianerna (1)
- Norge (11)
- Nya Zeeland (9)
- Oman (1)
- Pakistan (1)
- Palau (1)
- Palestina (1)
- Panama (1)
- Papua Nya Guinea (2)
- Paraguay (1)
- Peru (2)
- Polen (55)
- Portugal (12)
- Puerto Rico (4)
- Qatar (5)
- Rumänien (18)
- Rwanda (2)
- Ryssland (119)
- Saint Kitts och Nevis (6)
- Saint Lucia (3)
- Saint Vincent och Grenadinerna (2)
- Salomonöarna (1)
- Samoa (1)
- San Marino (1)
- São Tomé och Príncipe (1)
- Saudiarabien (11)
- Schweiz (18)
- Senegal (5)
- Serbien (8)
- Seychellerna (1)
- Sierra Leone (1)
- Singapore (1)
- Slovakien (11)
- Slovenien (9)
- Somalia (1)
- Spanien (41)
- Sri Lanka (8)
- Storbritannien (60)
- Sudan (1)
- Surinam (1)
- Sverige (24)
- Swaziland (1)
- Sydafrika (30)
- Sydkorea (16)
- Syrien (1)
- Tadzjikistan (2)
- Tanzania (2)
- Tchad (1)
- Thailand (2)
- Östtimor (1)
- Tjeckien (28)
- Togo (1)
- Tonga (1)
- Trinidad och Tobago (21)
- Tunisien (4)
- Turkiet (10)
- Turkmenistan (1)
- Turks- och Caicosöarna (1)
- Tuvalu (1)
- Tyskland (67)
- Uganda (12)
- Ukraina (61)
- Ungern (11)
- Uruguay (1)
- USA (137)
- Uzbekistan (3)
- Vanuatu (1)
- Venezuela (15)
- Vietnam (1)
- Belarus (27)
- Zambia (3)
- Zimbabwe (2)
- Österrike (2)